# Jean Moeselagen

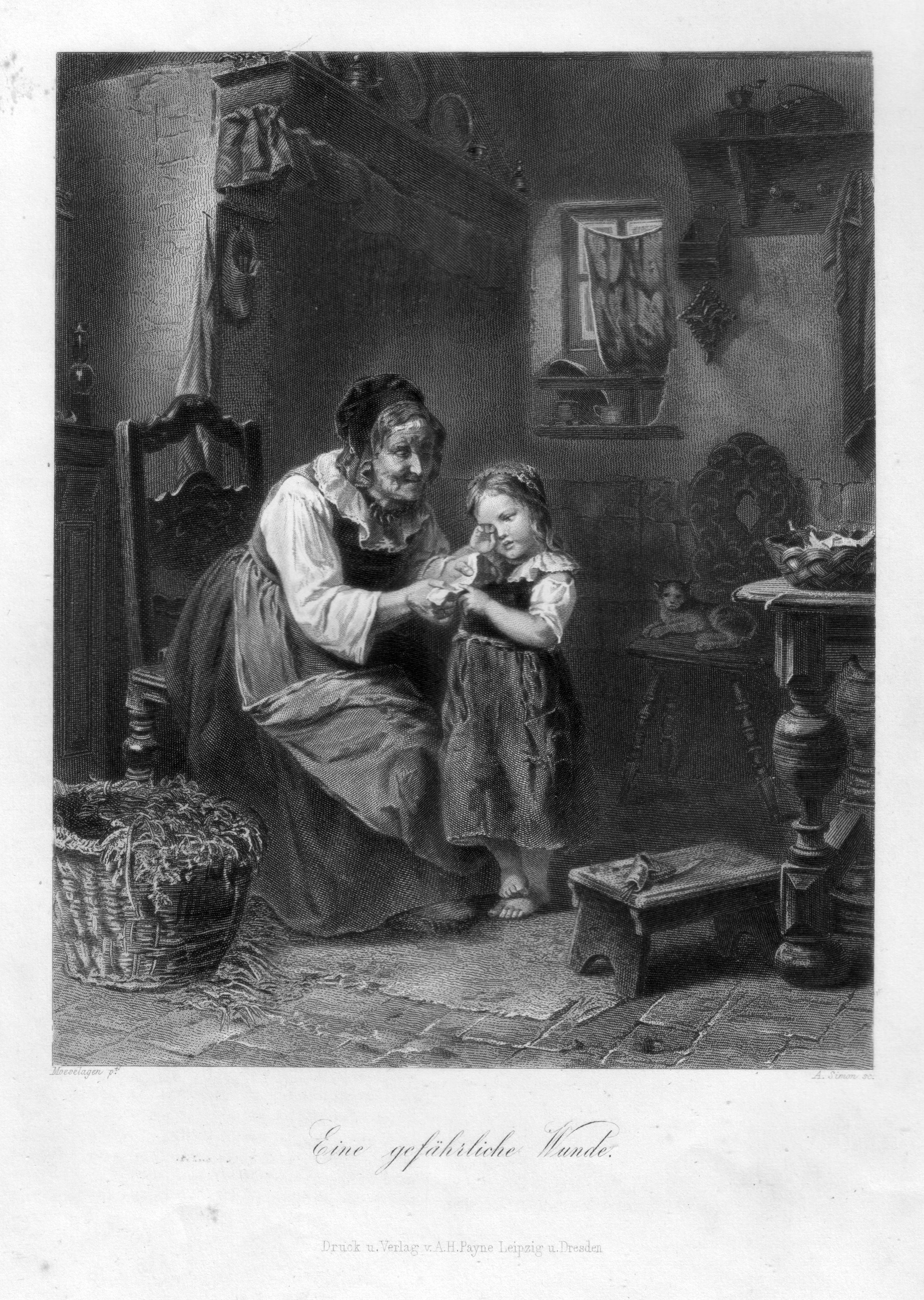
Stahlstich "Eine gefährliche Wunde" nach Moeslagen

Johannes Wilhelm Alexander Moeselagen, auch Jan oder Jean Moeselagen (* 30. Mai 1827 in Goch, Rheinprovinz; † 16. Februar 1920 in Düsseldorf), war ein Genremaler der Düsseldorfer Schule.

## Leben
Moeselagen wurde als Sohn des aus Nimwegen gebürtigen Kaufmanns Johann Martin August Moeselagen (1797–1827) und der Elisabeth Brevidowski (* 1799) in Goch am Niederrhein geboren. Bereits in Jugendjahren war Moeselagen mit dem späteren Architekten Pierre Cuypers aus Roermond befreundet. Später, von 1852 bis 1907, verband sie eine briefliche Korrespondenz. Gemeinsam mit August Wagener und Henri Pieters unternahmen Cuypers und Moeselagen Streifzüge durch die Gegend. 1845 zogen Moeselagen, Cuypers und Wagener nach Belgien. In den Jahren 1846/1847 besuchte Moeselagen die Kunstakademie Düsseldorf. 1848 studierte er dann bei dem belgischen Maler Josephus Laurentius Dyckmans in Antwerpen. Nach kurzem Aufenthalt in Belgien ließ er sich dauerhaft in Düsseldorf nieder, wo er in den Jahren 1872 bis 1880 mehrfach Ausstellungen beschickte. Von 1858 bis 1884 und von 1910 bis 1920 war Moeselagen ein Mitglied des Künstlervereins Malkasten.

## Werke (Auswahl)
Moeselagen erwarb sich einen Ruf als Genremaler. Seine detailreichen und poesievollen Szenen waren lasierend gemalt.
- Der junge Künstler (Das junge Genie), 1862, ausgestellt im Genter Salon des Jahres 1865[5]
- Samstag, 1866
- Verborgenes Plätzchen
- Mutterglück, 1869
- Westfälische Gastfreundschaft, 1872[6]
- Junge und alte Augen, Düsseldorf 1874
- Großmutter bäckt Eierkuchen, Düsseldorf 1876
- Spiegelblank
- Auszug der Prozession, Düsseldorfer Ausstellung 1880